# جو فورد
جو فورد (بالإنجليزية: Joe Ford)‏ (7 مايو 1886 في المملكة المتحدة - ) هو لاعب كرة قدم بريطاني (وحمل سابقاً جنسية المملكة المتحدة لبريطانيا العظمى وأيرلندا) في مركز الهجوم. لعب مع مانشستر يونايتد ونادي كرو ألكساندرا ونوتينغهام فورست ونادي ويتون ألبيون ونادي جوول ‏.